# Dinotopia (monde imaginaire)
Pour les articles homonymes, voir Dinotopia.
Dinotopia est un monde imaginaire inventé par James Gurney dans le livre pour enfants du même nom puis dans plusieurs adaptations littéraires et télévisées. Dans cet univers, une île, Dinotopia, abrite une civilisation isolée du reste du monde, où humains et dinosaures vivent en harmonie.

## Livres

### Les livres illustrés
Dinotopia est à l'origine un livre illustré pour la jeunesse paru en 1992 sous le titre Dinotopia. A Land Apart from Time, paru en français chez Albin Michel sous le titre Dinotopia, l'île aux dinosaures. Le 1er livre de Gurney édité par le New York Times, Dinotopia: A Land Apart from Time, a vite eu un grand succès pour la qualité exceptionnelle de ses illustrations ; 2 millions de copies furent vendues, traduites en 18 langues dans 30 pays. 
Le best-seller a donc donné lieu à des suites, Dinotopia: The World Beneath, Dinotopia: First Flight et Dinotopia: Journey to Chandara. Le succès vient de l'alliance d'un thème fantastique et d'illustrations de style proche du néoromantisme.
1. 1992 : Dinotopia. A Land Apart from Time, en français Dinotopia, l'île aux dinosaures (Albin Michel)
2. The World Beneath
3. First Flight
4. Journey to Chandara, en français Un voyage à Chandara (Fleurus)

### Romans pour la jeunesse
À partir de 1995, James Gurney a travaillé avec plusieurs auteurs sur une collection de nouvelles pour enfants utilisant le monde et les personnages de Dinotopia. Ces livres ont été publiés en anglais chez 'Random House.
1. Windchaser par Scott Ciencin
2. River Quest par John Vornholt
3. Hatchling par Midori Snyder
4. Lost City par Scott Ciencin
5. Sabertooth Mountain par John Vornholt
6. Thunder Falls par Scott Ciencin
7. Firestorm par Gene De Weese
8. The Maze par Peter David
9. The Rescue Party par Mark A. Garland
10. Skydance par Scott Ciencin
11. Chomper par Don Glut
12. Return to Lost City par Scott Ciencin
13. Survive! par Brad Strickland
14. The Explorers par Scott Ciencin
15. Dolphin Watch par John Vornholt
16. Oasis par Cathy Hapka

Deux autres nouvelles pour adultes écrites par Alan Dean Foster ont aussi vu le jour, Dinotopia Lost (1996) et Hand of Dinotopia (1999).  

### Histoire
Le 10 novembre 1862, Arthur Dennison et son fils Will, passagers du Venturer, sont victimes d'une tempête qui coule leur bateau en plein milieu de l'océan. Seuls rescapés, ils se retrouvent échoués sur la plage d'une île inconnue.
Remarquant des traces de vie étranges (traces de pas surdimensionnées), les Dennison s'enfoncent dans la jungle et ne tardent pas à rencontrer la réponse à leurs interrogations : l'île est peuplée de dinosaures.
Ils sont sur Dinotopia (contraction de Dinosaure et d'Utopie), une île séparée du reste du monde où les dinosaures ont survécu et où ils font partie intégrante de la société et de la vie quotidienne des humains. Dans cette société multiraciale et pacifique, les dinosaures sont utilisés comme force de travail à la manière dont étaient utilisés les chevaux dans la réalité, à la différence qu'ils sont traités avec beaucoup de respect, à l'égal des humains. 
La société dinotopienne est divisée en castes, chacune associée à une race de dinosaures et ayant une fonction et une ville attribuée. Les ptéranodons forment une patrouille  de surveillance aérienne (appelés Skybacks), les triceratops aident à la collecte des déchets, les brachiosaures sont affectés au transport terrestre et les petits spécimens peuvent servir comme nourrices pour les enfants humains... Seuls les tyrannosaures, Ptéranodons sauvages et Mosasaures ne semblent pas domestiqués.
Les dinosaures, qui montrent ici une attitude anthropomorphe, comprennent les humains et ont même créé leur propre système d'écriture (par impression de leurs empreintes sur des papyrus).
Les Dennison emmènent le lecteur à travers l'île aux paysages variés et idylliques, de la métropole Waterfall City aux sommets escarpés de Canyon City, à la découverte des secrets de ce monde.

## Téléfilm
En 2002, le 1er livre a été adapté dans un téléfilm sur la chaîne ABC pour un budget de 86 millions de dollars puis dans une série de quelques épisodes. Le téléfilm, bien qu'ayant été supervisé par Gurney, apporte quelques modifications : les dinosaures sont dotés de parole, les visiteurs sont des Américains contemporains (et non plus du XIXe siècle) et ils accèdent à Dinotopia par la mer, plus précisément par le récif de l'effroi à la suite du crash de leur avion qui remplace le bateau. La qualité des effets spéciaux de ce téléfilm a été saluée par un Emmy Award.
Un passage de Dinotopia a inspiré énormément le film Avatar[réf. nécessaire] : quand le jeune héros escalade dangereusement la montagne pour trouver le repaire des ptérodactyles, qu'il parvient à en domestiquer un et à voler dessus.

## Série
La série Dinotopia en treize épisodes est avec des acteurs et des décors différents, fut tournée en 2002-2003. N'ayant pas rencontré le même succès que celui de la mini-série, elle n'a été que partiellement diffusée sur le réseau ABC.

## Autres supports
En 2005, un film d'animation pour enfants intitulé Dinotopia - À la recherche de la roche solaire (Dinotopia: Quest for the Ruby Sunstone) est sorti pour le marché de la vidéo (avec entre autres pour le doublage américain Alyssa Milano et Malcolm McDowell).
L'œuvre a aussi été adaptée en jeux vidéo : Dinotopia: Living The Adventure (PC), Dinotopia: The Timestone Pirates (Game Boy Advance), Dinotopia: The Sunstone Odyssey (Xbox et GameCube), ainsi que Dinotopia Game Land Activity Center (PC).